# Economic Freedom of the World
L'enquête annuel du projet[Quoi ?] Economic Freedom of the World est un indicateur économique, créé par l'institut Fraser, qui cherche à mesurer le degré le liberté économique des différents pays de la planète.

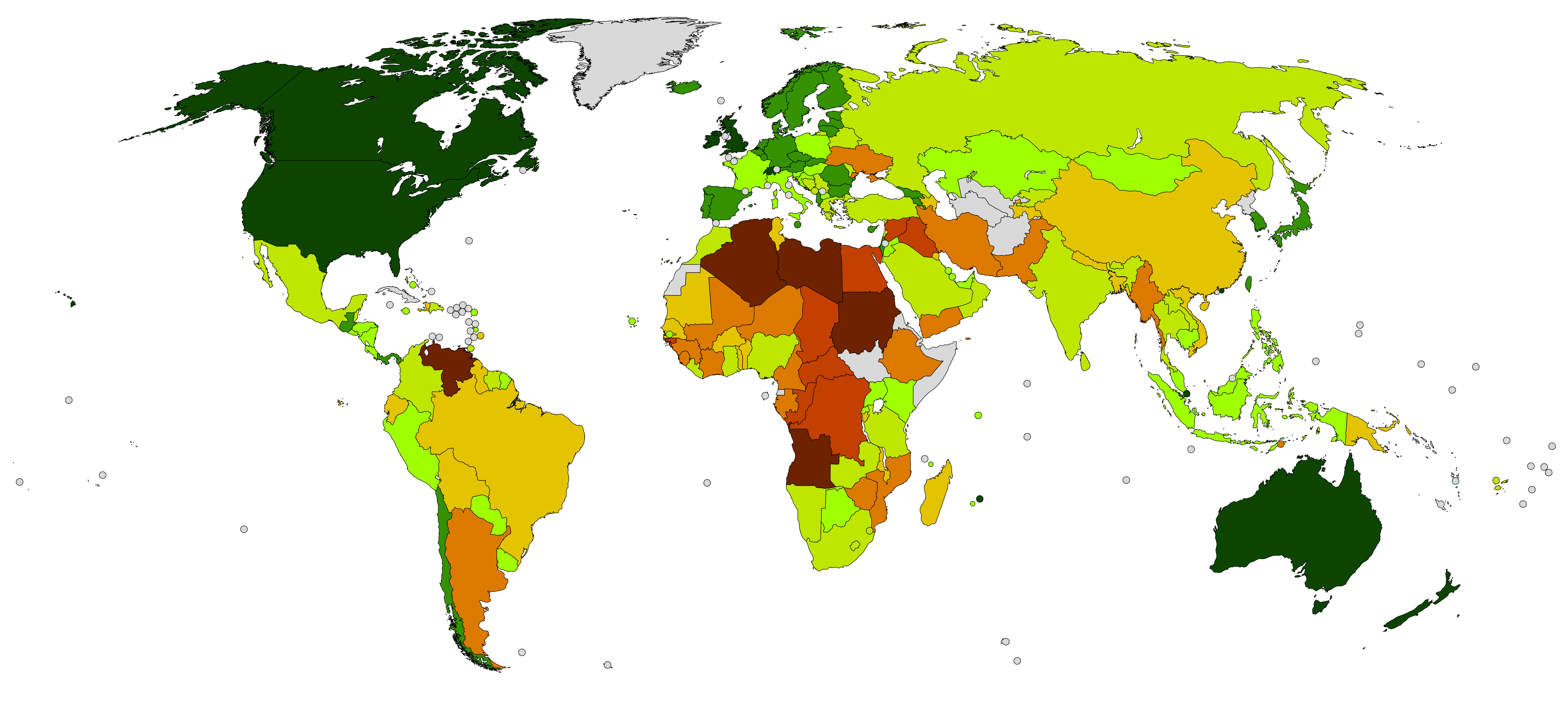
Carte de l'indice Economic Freedom of the World (données de 2017).

C'est le principal indicateur dans ce domaine avec l'indice de liberté économique, créé par la fondation Heritage et le Wall Street Journal.